# Пергаменщиков, Борис Миронович
Бори́с Миро́нович Перга́менщиков (14 августа 1948, Ленинград — 30 апреля 2004, Берлин) — советский и германский виолончелист.

## Биография
Первые уроки музыки получил у своего отца Мирона Григорьевича Пергаменщикова (1902—1972), также виолончелиста, уроженца Луганска, участника Великой Отечественной войны. Окончил Ленинградскую консерваторию по классу виолончели у Эммануила Фишмана, которого называл своим вторым отцом. В 1970 завоевал Первую премию на Международном конкурсе «Пражская весна». В 1974 завоевал Первую премию (Золотую медаль) на V Международном конкурсе им. П. И. Чайковского.
В виолончельном состязания фавориты обозначились довольно быстро. По крайней мере, Бориса Пергаменщикова (№14 по жеребьевке) во втором туре встречали активнейшими аплодисментами в знак его запомнившихся по первому туру Баха, Франкёра, Поппера и Чайковского. (Ну и, наверное, в знак его принадлежности не к московской, а к ленинградской, – в исторической ретроспекции петербургской виолончельной школе). Потомственный музыкант, сын виолончелиста и пианистки, Борис Пергаменщиков и во втором туре заставил похвалить себя и за исполнение «труднейшего Второго концерта Шостаковича», на который во втором туре отважился ещё только Хирофуми Канно, упорный и талантливый японец.
В 1977 году эмигрировал из СССР. Преподавал в Кёльнской Высшей школе музыки (1977—1992), в Берлинской Высшей школе музыки им. Ханса Эйслера (с 1998), а также в Базельской академии музыки.
Активный участник Международного музыкального фестиваля Гидона Кремера в Локенхаузе. В 2002 вместе со своим коллегой Вольфгангом Бёттхером стоял у истоков Международного конкурса виолончелистов имени Эммануэля Фойермана.
Был первым исполнителем Concerto grosso для трёх виолончелей Кшиштофа Пендерецкого (2001, вместе с Трульсом Мёрком и Ханна Чанг). Для Пергаменщикова написан Второй концерт для виолончели с оркестром Кшиштофа Мейера (1995).
Записывался на лейблах Chandos (в антологии Анри Дютийё), Decca, EMI, Orfeo, Phillips (фестиваль в Локенхаузе), ECM. Для полной антологии произведений И. С. Баха, выпущенной немецким лейблом Hänssler Classic к баховскому юбилею, записал сюиты для виолончели соло.
Среди музыкантов, с которыми играл Борис Пергаменщиков, были Витольд Лютославский, Гидон Кремер, Андраш Шифф, Клаудио Аббадо и др. Вместе с Пергаменщиковым выступали, в частности, пианисты Анатолий Угорский, Павел Гилилов, Ларс Фогт. Среди его учеников — Рамон Яффе, Михаэль Бах, Клаудио Бохоркес, Эмиль Ровнер, Амит Пелед, Нина Котова, Николас Альтштэдт и Данжуло Ишизака.